# 1991-es wimbledoni teniszbajnokság
Az 1991-es wimbledoni teniszbajnokság az év harmadik Grand Slam-tornája, a wimbledoni teniszbajnokság 105. kiadása volt, amelyet június 24–július 7. között rendeztek meg. A férfiaknál a német Michael Stich, nőknél a szintén német Steffi Graf nyert.

## Döntők

### Férfi egyes
Michael Stich –  Boris Becker 6–4, 7–6 (7–4), 6–4

### Női egyes
Steffi Graf –  Gabriela Sabatini 6–4, 3–6, 8–6

### Férfi páros
John Fitzgerald /  Anders Jarryd –  Javier Frana /  Leonardo Lavalle 6–3, 6–4, 6–7 (7–9), 6–1

### Női páros
Larisa Neiland /  Natallja Zverava –  Gigi Fernández /  Jana Novotná 6–4, 3–6, 8–6

### Vegyes páros
John Fitzgerald /  Elizabeth Smylie –  Jim Pugh /  Natallja Zverava 7–6 (7–4), 6–2

## Juniorok

### Fiú egyéni
Thomas Enqvist –  Michael Joyce 6–4, 6–3

### Lány egyéni
Barbara Rittner –  Jelena Makarova 6–7(6), 6–2, 6–3

### Fiú páros
Karim Alami /  Greg Rusedski –  John-Laffnie de Jager /  Andrij Medvegyev 1–6, 7–6(4), 6–4

### Lány páros
Catherine Barclay /  Limor Zaltz –  Joanne Limmer /  Angie Woolcock 6–4, 6–4